# Nozze istriane
Personnages
- Marussa, une jeune paysanne (soprano)
- Lorenzo, un jeune paysan (ténor)
- Menico, père de Marussa (basse)
- Biaggio, violoniste du village (basse)
- Nicola, prétendant de Marussa (baryton)
- Luze, jeune slave, marchande mezzo-soprano
- Villageoises et villageois (chœurs)

Nozze istriane (Noces d'Istrie) est un opéra en trois actes d'Antonio Smareglia sur un livret de Luigi Illica, joué pour la première fois au Teatro Comunale de Trieste le 28 mars 1895 sous la direction de Gianni Pomè. Lors de la première, il a pu compter sur deux interprètes exceptionnels : la soprano Gemma Bellincioni, qui avait créé le rôle de Santuzza dans Cavalleria rusticana de Pietro Mascagni, et son mari Roberto Stagno (en), célèbre ténor palermitain, également très apprécié dans le rôle de Turiddu dans la première romaine de Cavalleria. .
C'est le seul opéra du grand compositeur d'Istrie qui soit entré dans le répertoire lyrique-théâtral international et qui est aujourd'hui repris avec une certaine fréquence.

## L'opéra
Les nombreuses similitudes du sujet des Nozze istriane avec Cavalleria rusticana, ainsi que l'utilisation des mêmes interprètes, ont conduit certains critiques à croire que Smareglia avait adhéré à la poétique réaliste, alors dominante, de certains auteurs de la jeune école italienne (Mascagni et Leoncavallo en particulier). En fait, l'histoire, qui se déroule à Dignano, près de Pula, est inspirée d'un drame trouble d'amour et de jalousie culminant dans la mort de l'un des protagonistes, un thème récurrent à l'époque et avec un goût typiquement réaliste. Cependant, Smareglia parvient à ne pas céder à la rhétorique et aux effets dramatiques faciles. Il réussit à donner à son chef-d'œuvre un sens des proportions, une élégance des tons et des timbres musicaux, loin de la passion aveugle et brutale d'un Cavalleria ou d'un Pagliacci rustique. La tempête initiale (réminiscence du Beethoven de la Pastorale) crée une situation qui décrit à la fois l'atmosphère du drame et la psychologie des protagonistes. Le compositeur donne une description vivante de la réalité istrienne, se servant de stornelli d'Istrie et d'une 'villotta'. Les personnages ne sont pas que de simples clichés (le père cruel, l'amant déçu). Puccini et Franz Lehár ont apprécié cet opéra.
Le livret a été traduit en allemand par Felix Falzari.

## Rôles
| Rôle                             | Voix          | Distribution, 28 mars 1895 Chef: Gianni Pomè |
| -------------------------------- | ------------- | -------------------------------------------- |
| Marussa, jeune villageoise       | soprano       | Gemma Bellincioni                            |
| Lorenzo, jeune villageois        | ténor         | Roberto Stagno (en)                          |
| Menico, père de Marussa          | basse         | Ruggero Galli (en)                           |
| Biaggio, violoniste du village   | basse         | Rodolfo Angelini                             |
| Nicola, prétendant de Marussa    | baryton       | Tito Scipione Terzi                          |
| Luze, une jeune slave, marchande | mezzo-soprano | Elisa Marconini                              |
| Paysans et paysannes de Dignano  |               |                                              |

## Argument
L'action se déroule en 1895 dans le village de Dignano.
Le riche Nicola aimerait épouser Marussa, qui est pourtant amoureuse de Lorenzo. Le violoniste Biagio conseille à Menico de marier sa fille Marussa à Nicola, lui disant qu'il est un bon parti, et décide de l'aider. Marussa et Lorenzo échangent un gage d'amour : la jeune fille lui offre un cœur en or, lui une boucle d'oreille. Mais le père les surprend et fait fuir Lorenzo. Menico, aidé de Biagio, élabore un plan pervers : il retrouve la boucle d'oreille offerte par Lorenzo et la lui fait rendre par Luze, une pauvre vendeuse de fraises, faisant croire au garçon que sa fille ne l'aime plus. Alors Lorenzo, désespéré, toujours par l'intermédiaire de Luze rend à Marussa le petit cœur d'or. La jeune fille pense qu'elle a été abandonnée et accepte d'épouser Nicola. En parlant avec Luze, cependant, Marussa se rend compte qu'elle et Lorenzo sont victimes d'un complot. Dans sa chambre, juste avant le mariage, Marussa supplie Nicola de la libérer de son engagement. Nicola refuse et Lorenzo (qui a écouté caché) apparaît soudainement et attaque Nicola avec un couteau. Mais Nicola sort son couteau et est plus rapide. Il tue Lorenzo. Les invités se précipitent aux cris désespérés de Marussa et l'opéra se termine tragiquement.

## Enregitrements
- 1973 - Maria Chiara (Marussa), Ruggero Bondino (Lorenzo), Alessandro Cassis (Nicola), Alessandro Maddalena (Biagio), Carlo Zardo (Menico), Eleonora Jankovič (Luze) - Direttore: Manno Wolf-Ferrari - Orchestra e Coro del Teatro Verdi di Trieste - Registrazione dal vivo - Bongiovanni[2]
- 1999 - Ian Storey (ténor), Katia Lytting (mezzo-soprano), Svetla Vassileva (soprano), Enzo Capuano (baryton), Giorgio Surjan (basse), Alberto Mastromarino (baryton); Teatro Verdi di Trieste Orchestra and Chorus; Tiziano Severini (dir). Live performance recording from the Teatro Lirico Giuseppe Verdi, Décembre 1999. Label: Bongiovanni BGV 2265 king (OCLC 225674496)